# Acadèmia Minerva

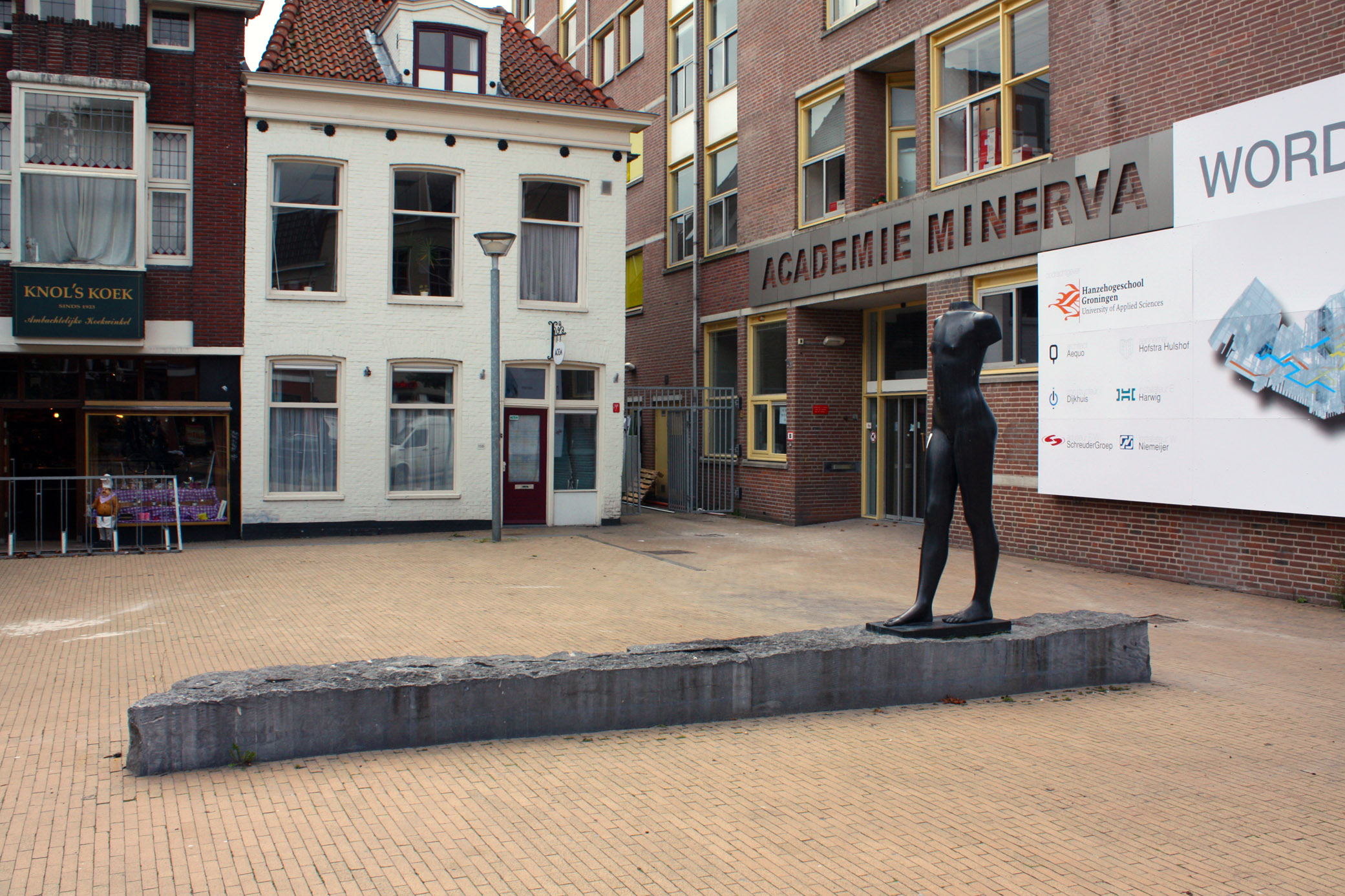
Façana de l'Acadèmia Minerva a Groningen

L'Acadèmia Minerva és una escola d'art neerlandesa situada a la ciutat de Groningen del Països Baixos.

## Història
L'acadèmia va ser fundada el 1798 a Groningen com a escola per a l'ensenyament de les arts, l'arquitectura, l'enginyeria de la construcció, i la nàutica. Avui dia és una escola dedicada a les belles arts i al disseny i forma part, des de 1986, com facultat de la Universitat d'Arts Aplicades Hanze de Groningen. Ofereix dos camps principals: l'Estudi de Belles Arts i Disseny i la Formació de professorat en Belles Arts i Disseny. A Leeuwarden es troba l'Acadèmia de Cultura Pop que ofereix estudis sobre la música popular i el disseny i que és també part de l'Acadèmia Minerva.
Alguns dels seus estudiants van ser membres actius de l'associació d'artistes De Ploeg (1918).

## Alumnes
- Jan Altink (1885–1971), pintor
- Wim Crouwel (1928), dissenyador gràfic
- Otto Eerelman (1839–1926), pintor
- Henk Helmantel (1945), pintor
- Derk Holman (1916–1982), ceramista i escultor
- Tjaša Iris (1968), pintor
- Jozef Israëls (1824–1911), pintor
- Jan van der Kooi (1957), pintor
- Bert Nienhuis (1873-1960), ceramista i dissenyador de joies
- Matthijs Röling (1943), pintor
- Anno Smith (1915-1990), ceramista, pintor i escultor
- Willem Valk (professor) (1898-1977) escultor